# United Center
El United Center es un pabellón multideportivo situado en el área de Chicago, Illinois. Su nombre proviene de su principal patrocinador, United Airlines, la compañía aérea que paga alrededor de 1,8 millones de dólares anuales por dar nombre al estadio, y que tienen contrato hasta el año 2033. Es la sede de los Chicago Blackhawks de la NHL y de los Chicago Bulls de la NBA. Sustituye al viejo Chicago Stadium, que fue demolido tras ser inaugurado el flamante United Center el 18 de agosto de 1994.
En la parte este del exterior del pabellón se encuentra la famosa estatua de Michael Jordan. A menudo el pabellón es denominado la casa que construyó Jordan.

## Aforo
Presume de ser el pabellón cerrado más extenso de los Estados Unidos, con sus casi 90 000 metros cuadrados construidos. Tiene una capacidad de 20 500 espectadores para hockey sobre hielo, 21 711 para baloncesto y 23 500 para conciertos, ubicándose segundo por detrás del Palace of Auburn Hills. Alberga más de 200 acontecimientos al año, y ha sido visitado por más de 20 millones de personas desde su inauguración.

## Eventos
Además de los aproximadamente 100 partidos de los Bulls y los Blackhawks cada año, el United Center alberga otros acontecimientos deportivos, como algún partido de los Illinois Fighting Illini de la NCAA o el torneo de la Big Ten Conference. Además, son habituales los conciertos de música, de entre los que se pueden destacar los de Shakira, El Cuarteto de Nos, Mariah Carey, Bob Dylan, Coldplay, Green Day, Dave Matthews Band, David Bowie, Red Hot Chili Peppers, The Smashing Pumpkins, Rush, The Rolling Stones, Eric Clapton, Bruce Springsteen, Billy Joel, Paul McCartney, U2, Phil Collins, The Who, Madonna, Christina Aguilera, Britney Spears, Justin Timberlake, Van Halen, Aerosmith, Bon Jovi, Pearl Jam, Los Tres Tenores, Barbra Streisand, Miley Cyrus, Blackpink, Lady Gaga y Swedish House Mafia con su gira mundial "One Last Tour".
Además, también se han celebrado espectáculos del Cirque du Soleil, Ringling Brothers and Barnum & Bailey Circus y de Disney on Ice.

## Galería

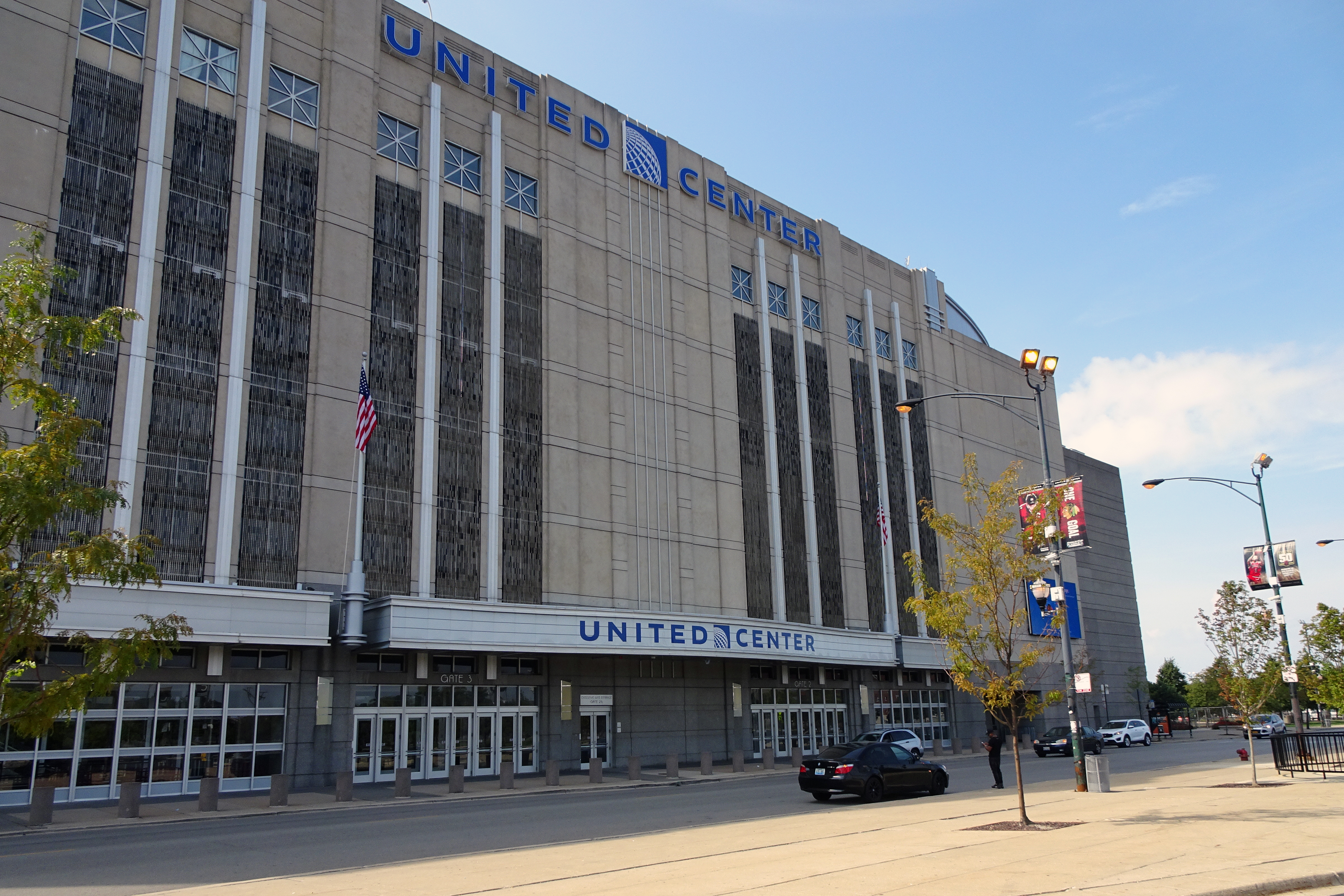
Entrada al United Center
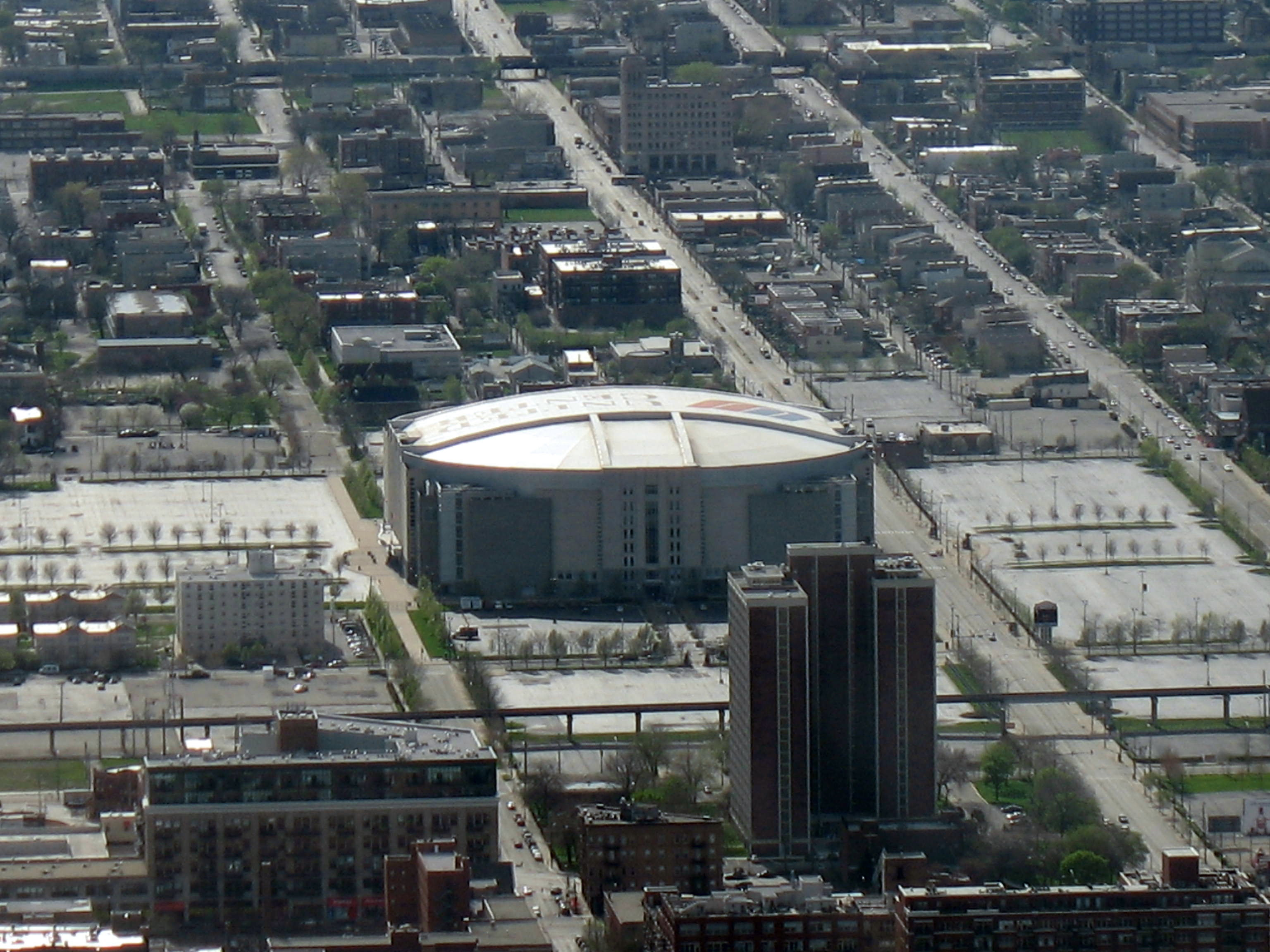
Panorámica del pabellón
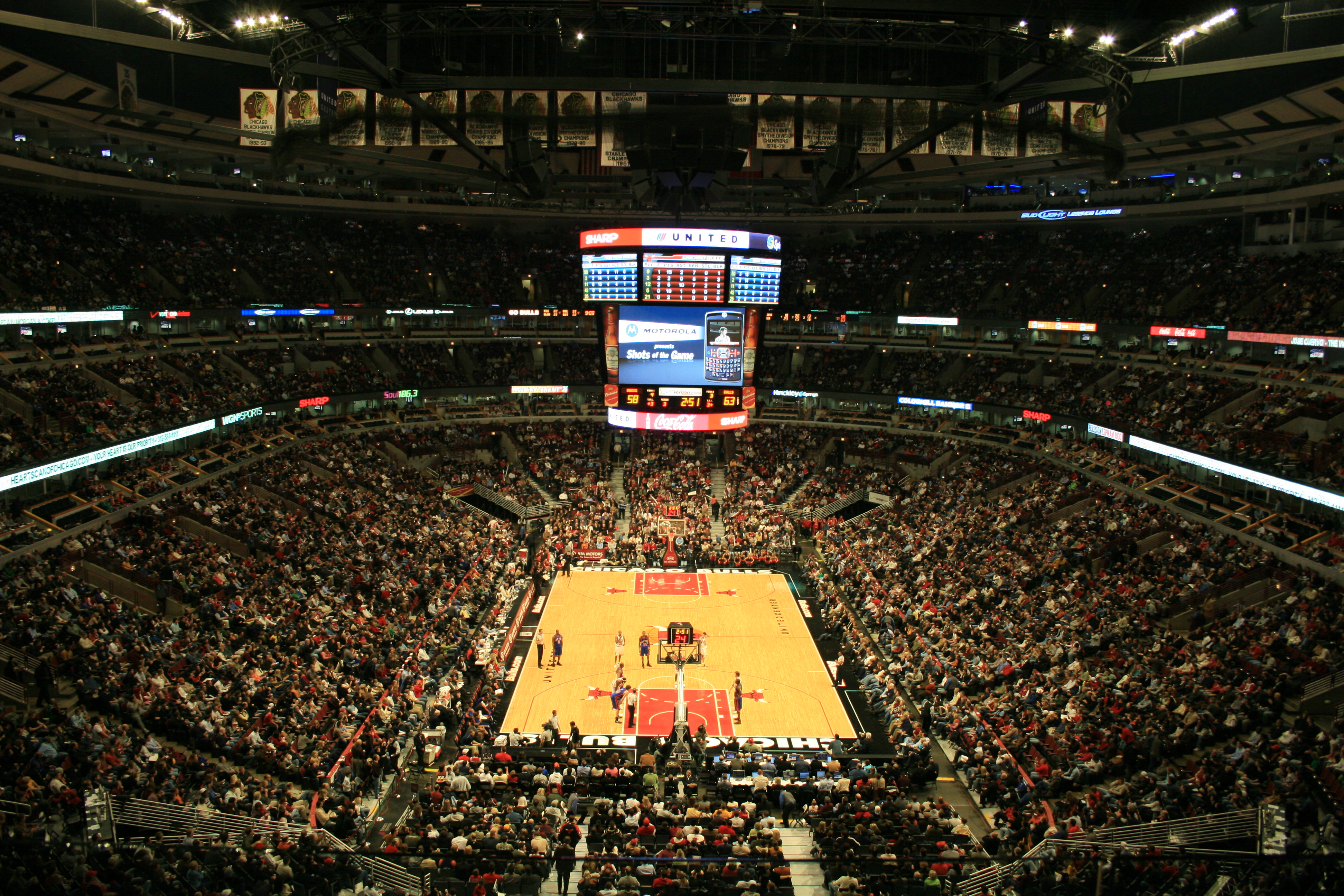
Interior del United Center
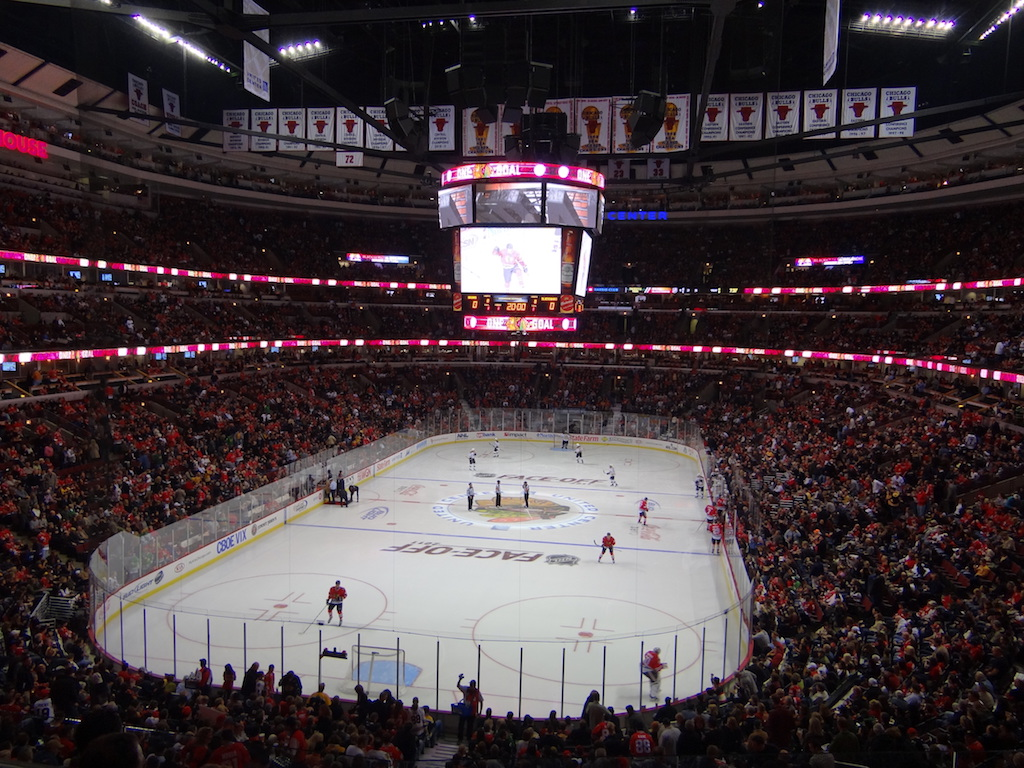
El United Center adaptado para recibir partidos de hockey sobre hielo